# 石頭城 (南京)
石頭城（せきとうじょう）は、中華人民共和国江蘇省南京市鼓楼区の清涼門の北に位置している城址。六朝の都である建康の西面を守る城塁であった。後漢末の建安17年（212年）に孫権により築城された。1988年1月13日、国務院により全国重点文物保護単位に指定された。現在は城壁の一部が残り、その城壁の模様が鬼の顔に見えるということから、別称を鬼臉城とも称す。
清涼山の自然地形を利用して土と石で築城し、西と北の両面は長江に近接し、地勢はけわしかった。石頭城西南には烽火楼があり、長江上流と連絡を通じあった。またここには水軍の駐屯地で、長江最大の波止場であり、船舶1000艘を停泊させることができた。
石頭城から城壁に沿って北側は六朝の頃の城壁で、南に行けば清涼門である。石頭城の城壁の上を歩く場合は国防園に入る必要がある。